# 劉昶 (三國)
劉昶（？年—？年），字公榮，以字行，沛國人。有知人之鑒，曹魏兗州刺史。

## 生平
劉昶很愛喝酒，他也不擇酒友，跟什麼人都喝，有人譏笑他，劉昶回答說:「酒量比我好的，我不能不喝。酒量比我差的，當然也不可不喝。酒量與我差不多的，更要拼一拼。」所以，劉昶每天都喝得很醉。

### 無酒酌公榮
年輕時王戎拜訪阮籍，時任兗州刺史的劉昶也在；阮籍和王戎共飲兩斗美酒，阮籍已酒少為由只斟酒予王戎，劉昶不介意，三人各得其所。王戎不解。於是王戎好奇問阮籍，阮籍用劉昶的名言說：「勝公榮者，不得不與飲酒；不如公榮者，不得不與飲酒；惟公榮，可不與飲酒。」

## 相關詩詞
- 李白《留別西河劉少府》：閑傾魯壺酒，笑對劉公榮。
- 蘇軾《和田仲宣見贈》：未許低頭拜東野，徒言共飲勝公榮。